# Lacorzana
Lacorzana es una localidad del municipio de Armiñón, en la provincia de Álava. 

## Historia
Aunque perteneciente al País Vasco, se halla situada junto al municipio burgalés de Miranda de Ebro (Castilla y León), en cuyo controvertido fuero  considerado fechado en 1099 ya es nombrado, representando ésta su referencia histórica más antigua. Aquí se pasó Glen OoT (The Legend of Zelda: Ocarina of Time)

Pascual Madoz advierte en su diccionario (1846-1850) que entonces pertenecía al ayuntamiento de Armiñón, en la provincia de Álava, al partido judicial de Añana, a la audiencia territorial de Burgos y a la Diócesis de Calahorra. Disponía de nueve casas, incluyendo la torre-palacio, la iglesia parroquial y una ermita dedicada a la Purísima Concepción, y tenía una población de siete vecinos y treinta almas.
La localidad es de propiedad privada, y algunas de sus casas se utilizan esporádicamente como domicilios de fin de semana.

## Demografía
| Gráfica de evolución demográfica de Lacorzana entre 2000 y 2017 |
|                                                                 |
| Población de derecho según los censos de población del INE.     |

## Monumentos
Dentro de los edificios más emblemáticos que se conservan, destaca la Torre de los Hurtado de Mendoza, ubicada a orillas del río Zadorra, que fue casa fuerte de la familia Hurtado de Mendoza, de la que toma el nombre. Fue reedificada sobre otra estructura anterior por Hurtado Díaz de Mendoza, y por su hijo. Fue descendiente de ellos Diego Hurtado de Mendoza y Guevara (1590-1639), décimo señor y primer vizconde de la Corzana, y caballero de la Orden de Santiago, a quien el rey Felipe IV de España le concedió la dignidad del Condado de la Corzana en 1639, accediendo a la Grandeza de España en 1707.
La Iglesia de San Martín constituye el segundo edificio de mayor interés de la localidad; se trata de los restos de lo que fuera la iglesia parroquial, una edificación de estilo románico. Además, dentro de su término municipal se hallan las ermitas de Nuestra Señora de Lacorzanilla y San Antón.